# Sinarcas (kommunhuvudort)
Sinarcas är en kommunhuvudort i Spanien.   Den ligger i provinsen Província de València och regionen Valencia, i den östra delen av landet, 220 km öster om huvudstaden Madrid. Sinarcas ligger 882 meter över havet och antalet invånare är 1 238.
Terrängen runt Sinarcas är kuperad åt nordost, men åt sydväst är den platt. Runt Sinarcas är det ganska glesbefolkat, med 38 invånare per kvadratkilometer. Närmaste större samhälle är Utiel, 18,7 km söder om Sinarcas. 